# 終着駅ロマン紀行
『終着駅ロマン紀行』（しゅうちゃくえきロマンきこう）は、1987年2月16日から同年3月23日までテレビ朝日系列局で放送されていたテレビ朝日制作の紀行番組である。全6回。放送時間は毎週月曜 19:30 - 20:00 （日本標準時）。
民営化を目前に控えた国鉄のローカル線で国内最果ての地を巡り、現地の風物を紹介していた番組。前番組『純ちゃん郁恵の自慢じゃないけど』の早期打ち切りに伴い、『テレビBE組』放送開始までのつなぎ番組として放送された。

## 出演者
- 坂上二郎
- 堀江しのぶ
- 宍戸錠
- 宍戸開
- ほか

## 訪れた路線
1. 標津線 根室標津駅
2. 天北線→宗谷本線 稚内駅
3. 津軽線 三厩駅
4. 只見線
5. 境港線 境港駅
6. 指宿枕崎線 枕崎駅